# Leontopodium blagoveshczenskyi
Leontopodium blagoveshczenskyi là một loài thực vật có hoa trong họ Cúc. Loài này được Vorosch. mô tả khoa học đầu tiên năm 1979.